# 디터 아일츠
디터 아일츠(Dieter Eilts, 1964년 12월 13일, 니더작센주 우프간트-쇼트 ~)는 독일의 전 축구 선수로, 최근에는 FC 한자 로스토크의 감독직을 역임하였다. 그의 이름은 동프리슬란드의 알레망으로 브라질 미드필더 알레망과의 유사한 특징에서 명명되었다. 알레망은 포르투갈어로 "독일인"을 뜻한다. (그러나, 그 브라질 선수도 금발의 "독일인"과 비슷한 생김새에서 명명되었다.)

## 선수 경력
동프리슬란드 출신으로, 알레망은 전형적인 노동 계층 미드필더였다. 그는 SV 베르더 브레멘 소속으로 390번의 분데스리가 경기에 출전하였는데, 그는 현역 기간 동안 원 클럽맨으로 활동하였고, 7골을 득점하였다. 그는 또한 책임감 있고 모범적인 선수로, 황색 언론에 등장하지 않고 좋은 리더쉽ㄷ의 표본으로 자리잡았다. 아일츠는 전설적인 감독 오토 레하겔이 발굴한 걸작 중 하나이다.
아일츠는 독일 국가대표팀 주전으로도 활약하였는데, 그는 31경기 출전을 기록하였다. 그는 UEFA 유로 1996에서 마티아스 자머와 토마스 헬머와 함께 수비 주축을 이루어 대회 우승에 공헌하였고, 경력의 정점을 찍었다.
디터 아일츠는 오토 레하겔 지도 하에 베르더 브레멘에서의 헌신적인 태도로 명성을 날리며 유로 96에 참여하였으나, 국제 대회에서는 그리 자주 출전하지 않았고, 유로 이전에는 출전한 대회가 없었다. 독일 언론에서는 잉글랜드에서 열리는 대회에 그에게 앵커 미드필드 자리를 맡기는 것에 의문을 제기하였으나, 이 동프리슬란드인은 기대에 걸맞은 클래스와 페이스를 보이며 모두를 놀라게 하였다. 그는 전술 이해력과 수비 본능으로 스위퍼 마티아스 자머가 상대 진영으로 들어가 위협을 가할 수 있도록 하였고, 동시에 팀은 3실점에 그쳤고, 이 3실점 중 한 번의 실점은 아일츠가 부상으로 결장한 경기에서 발생하였다. 그는 1997년에 31경기 출전으로 국가대표팀 출전을 그만두었는데, 이 중 6번의 출전은 잉글랜드를 상대로 한 경기에 출전하였다. 이후, 그는 2002년까지 브레멘의 주장을 역임하였고, 17년동안 390번의 분데스리가 경기에 출전하였다. 그는 리그를 2번, DFB-포칼을 3번 우승하였고, 1992년에는 UEFA 컵위너스컵 우승을 거두었다. 은퇴 이후, 그는 독일 U-19 국가대표팀과 U-21 국가대표팀 사령탑을 맡았다.

## 감독 경력
은퇴 후, 아일츠는 독일 U-19 국가대표팀 감독직을 역임하였고, 2004년 8월 6일을 기점으로는 독일 U-21 국가대표팀 감독직을 역임하였다. 이후, 그는 2 분데스리가의 클럽 FC 한자 로스토크 사령탑에 올랐으나 2009년 3월 6일 성적 부진으로 계약이 해지되었다.

## 수상
- 분데스리가: 1987–88, 1992–93
- DFB-포칼: 1990–91, 1993–94, 1998–99
- UEFA 컵위너스컵: 1991–92
- UEFA 유럽 축구 선수권 대회: 1996